# 埃德蒙·威尔逊

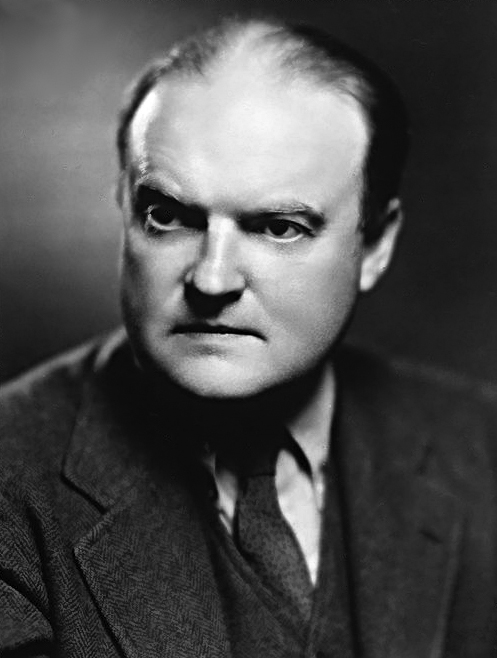
埃德蒙·威尔逊

埃德蒙·威尔逊（Edmund Wilson Jr. ，1895年5月8日－1972年6月12日）是一位美国作家、文学批评家和记者。他曾在紐約客、新共和和纽约书评上發表文章。他曾两度获得美国国家图书奖，并于1964年获得總統自由勳章。